# Bąkowice
Bąkowice (do 1945 Bankwitz) – wieś w Polsce, położona w województwie opolskim, w powiecie namysłowskim, w gminie Świerczów.
W latach 1945–54 siedziba gminy Bąkowice. W latach 1954–1972 wieś należała i była siedzibą władz gromady Bąkowice.
| SIMC    | Nazwa | Rodzaj     |
| ------- | ----- | ---------- |
| 0503675 | Lipa  | przysiółek |

## Zabytki
Do wojewódzkiego rejestru zabytków wpisane są:
- kościół par. pw. św. Anny, z l. 1837-39, 1914 r.
- zespół dworski, z poł. XIX w., XX w.:

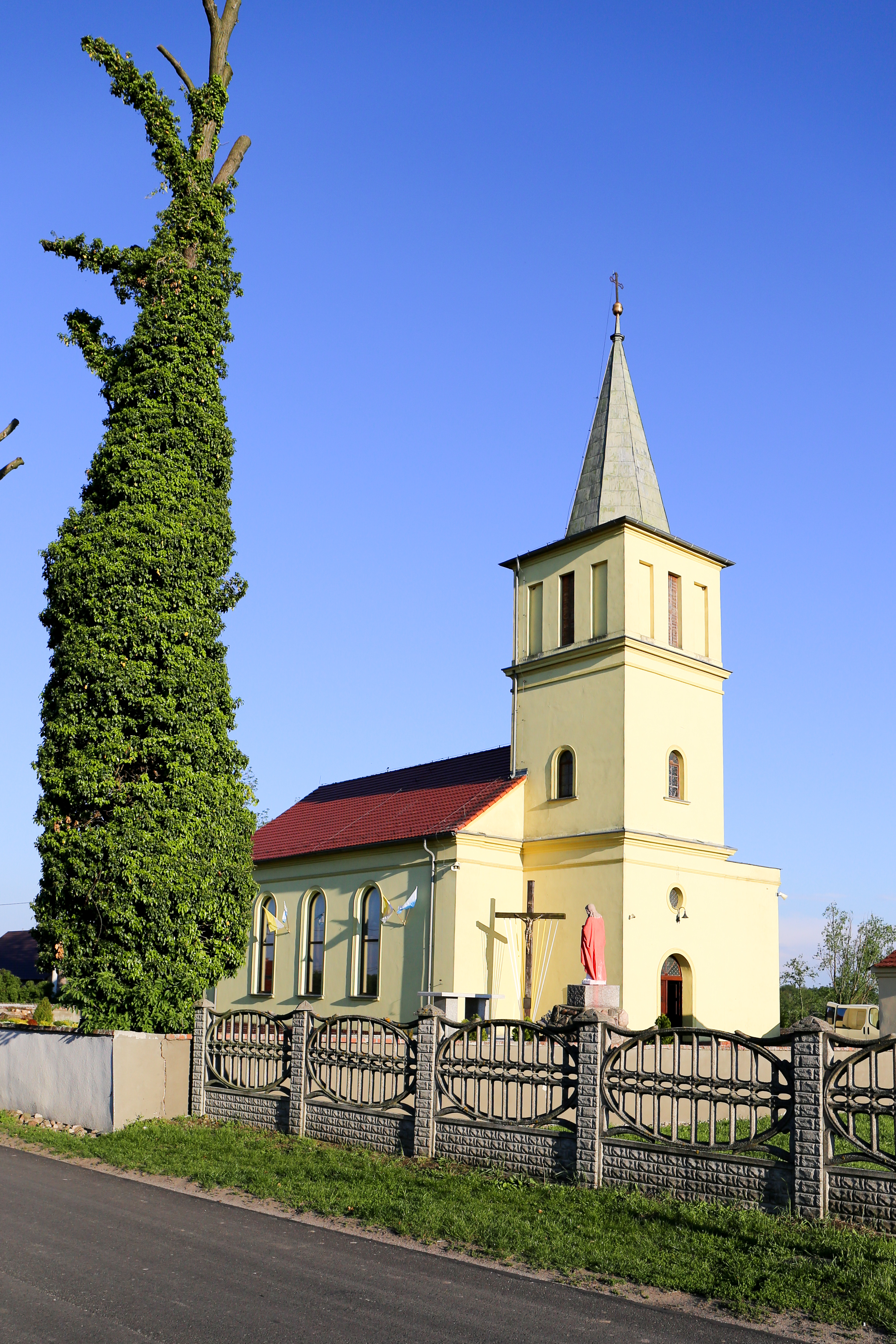
Kościół św. Anny

  - pałac
  - park.